# Víctor Maña
Víctor Maña Ruiz-Constantino (Cádiz; 17 de diciembre de 1960) es un novelista y guionista español.

## Biografía
Profesor de italiano en Málaga, se dio a conocer como escritor al ser galardonado con el Premio Café Gijón en 2000 por su primera novela, De la lluvia sobre el fuego. Con su tercera novela, Crónica de un amor en aquella guerra, ganó el XVIII Premio de Novela Vargas Llosa en 2013 que otorgaba la Universidad de Murcia. También fue finalista en el premio de novela corta de Valladolid de 2003 con La vida según el deseo. En 2015 se estrenó la película española Seis y medio, dirigida por Julio Fraga y en la que Víctor Maña ha sido productor y guionista.